# Парламентські вибори у Великій Британії 1868
Парламентські вибори у Великій Британії проходили з 17 листопада по 7 грудня 1868 і були першими після прийняття в 1867 Акту про реформу, який ліквідував «гнилі містечка» та знизив майновий ценз, що збільшило кількість виборців більш ніж удвічі.
Внаслідок виборів опозиційна Ліберальна партія Великої Британії під керівництвом Вільяма Гладстона здобула переконливу перемогу над правлячою Консервативної партією, яку незадовго до виборів очолив Бенджамін Дізраелі.

## Результати
| Партія               | Лідер              | Відсоток голосів | Відсоток голосів | Місць у парламенті |
| Партія               | Лідер              | Кількість        | %                | Місць у парламенті |
| -------------------- | ------------------ | ---------------- | ---------------- | ------------------ |
| Ліберальна партія    | Вільям Гладстон    | 1,428,776        | 61,5%            | 387                |
| Консервативна партія | Бенджамін Дізраелі | 903 318          | 38,4%            | 271                |
| Всього               | Всього             | 2 333 251        | 100%             | 658                |